# بالازويلوس دي لا سايرا
بلدية بالازويلوس دي لا سايرا (بالإسبانية: Palazuelos de la Sierra)‏، هي إحدى بلديات مقاطعة برغش، التي تقع في منطقة قشتالة وليون، والتي تقع في شمال غرب إسبانيا.
يبلغ عدد سكانها 81 نسمة وفقاً لإحصائية سنة (2002).